# Manhattan University
La Manhattan University è un'università privata di indirizzo cattolico con sede a Riverdale, nello stato americano dello stato di New York.
La Academy of the Holy Infancy fu fondata nel 1853 a Manhattan dai Fratelli delle scuole cristiane. Nel 1863 prese il nome di Manhattan College e nel 1922 trasferì la sua sede a Riverdale. Il college fu elevato al rango di university nell'agosto 2024.